# Histoire de l'approvisionnement en eau et assainissement

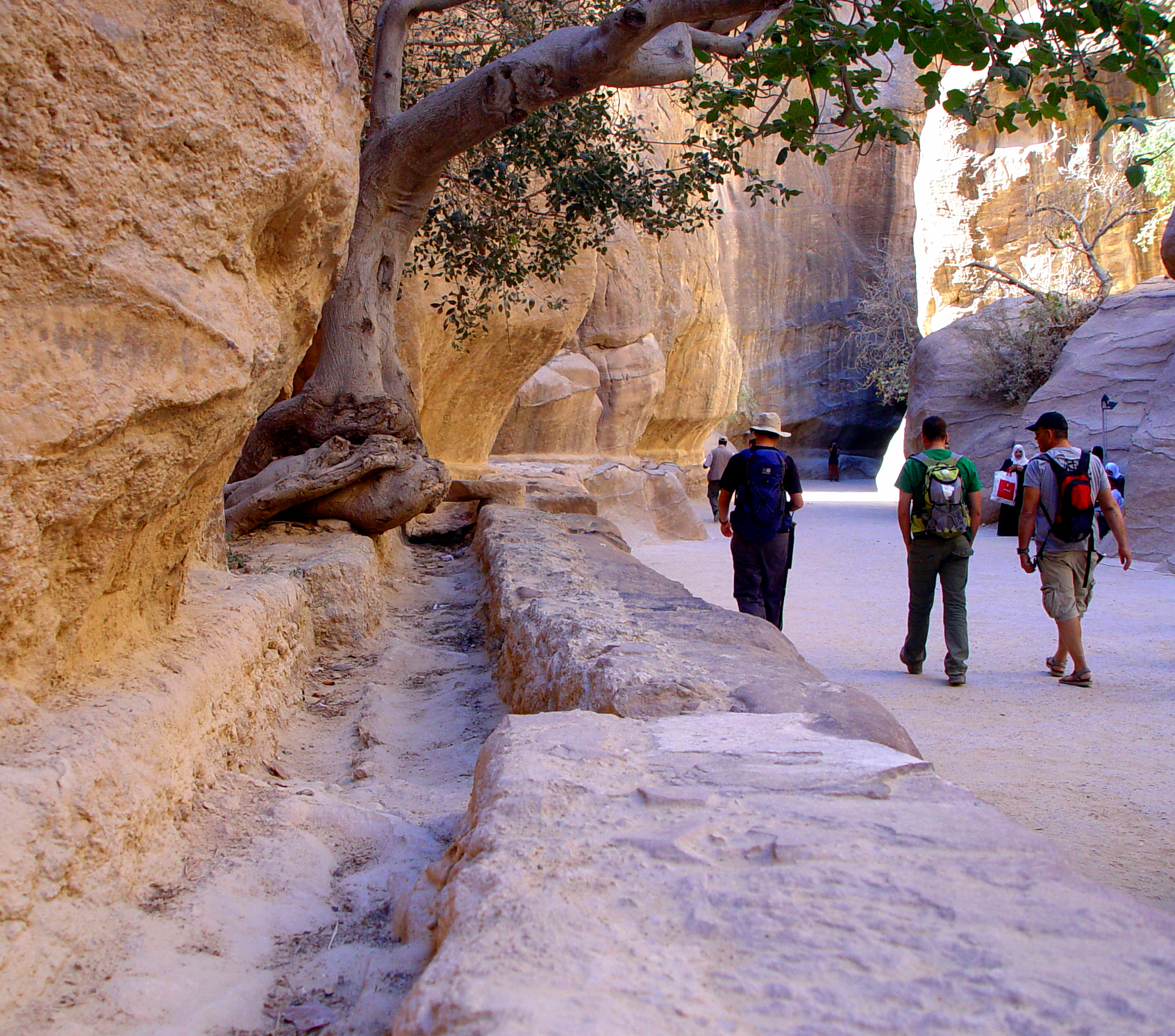
Aqueduc de Petra, Jordanie.

L'histoire de l'approvisionnement en eau et de l'assainissement est celle d'un défi logistique pour fournir des systèmes d'eau potable et d'assainissement depuis l'aube de la civilisation. Là où les ressources en eau, les infrastructures ou les systèmes d'assainissement étaient insuffisants, les maladies se propageaient et les gens tombaient malades ou mouraient prématurément.

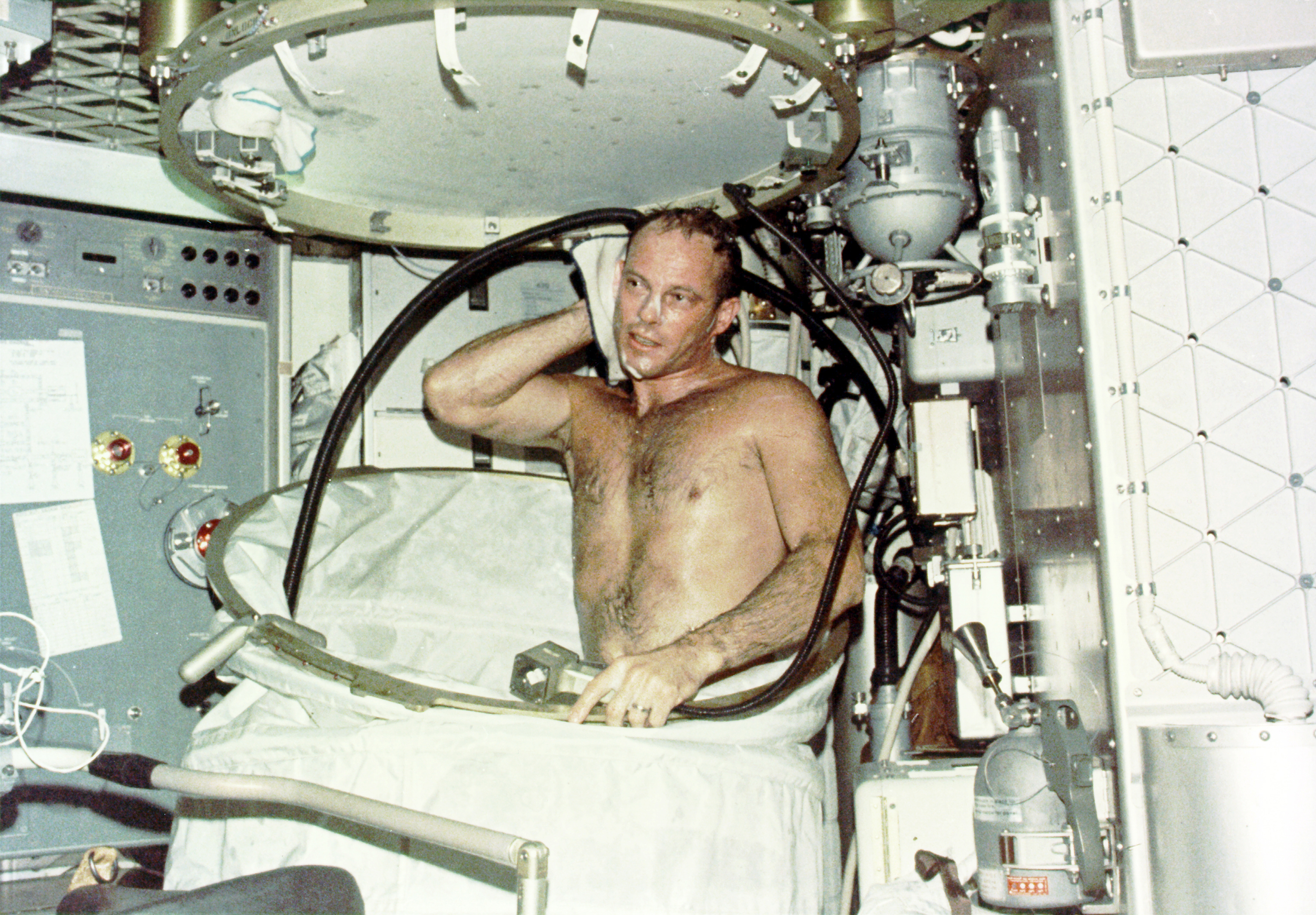
L'astronaute Jack Lousma prend une douche dans l'espace, 1974.

Les grands établissements humains ne pouvaient initialement se développer que là où l'eau douce de surface était abondante, comme près des rivières ou des sources naturelles. Tout au long de l'histoire, les gens ont conçu des systèmes pour faciliter l'acheminement de l'eau dans leurs communautés et leurs foyers et l'élimination (et plus tard le traitement) des eaux usées.
L'objectif historique du traitement des eaux usées était le transport des eaux usées brutes vers une masse d'eau naturelle, par exemple une rivière ou un océan, où elles seraient diluées et dissipées. Les premières habitations humaines étaient souvent construites à côté de sources d'eau. Les rivières servaient habituellement de forme brute d'évacuation naturelle des eaux usées.
Au cours des millénaires, la technologie a considérablement augmenté les distances sur lesquelles l'eau peut être déplacée. De plus, les procédés de traitement pour purifier l'eau potable et pour traiter les eaux usées ont été améliorés.

## Préhistoire

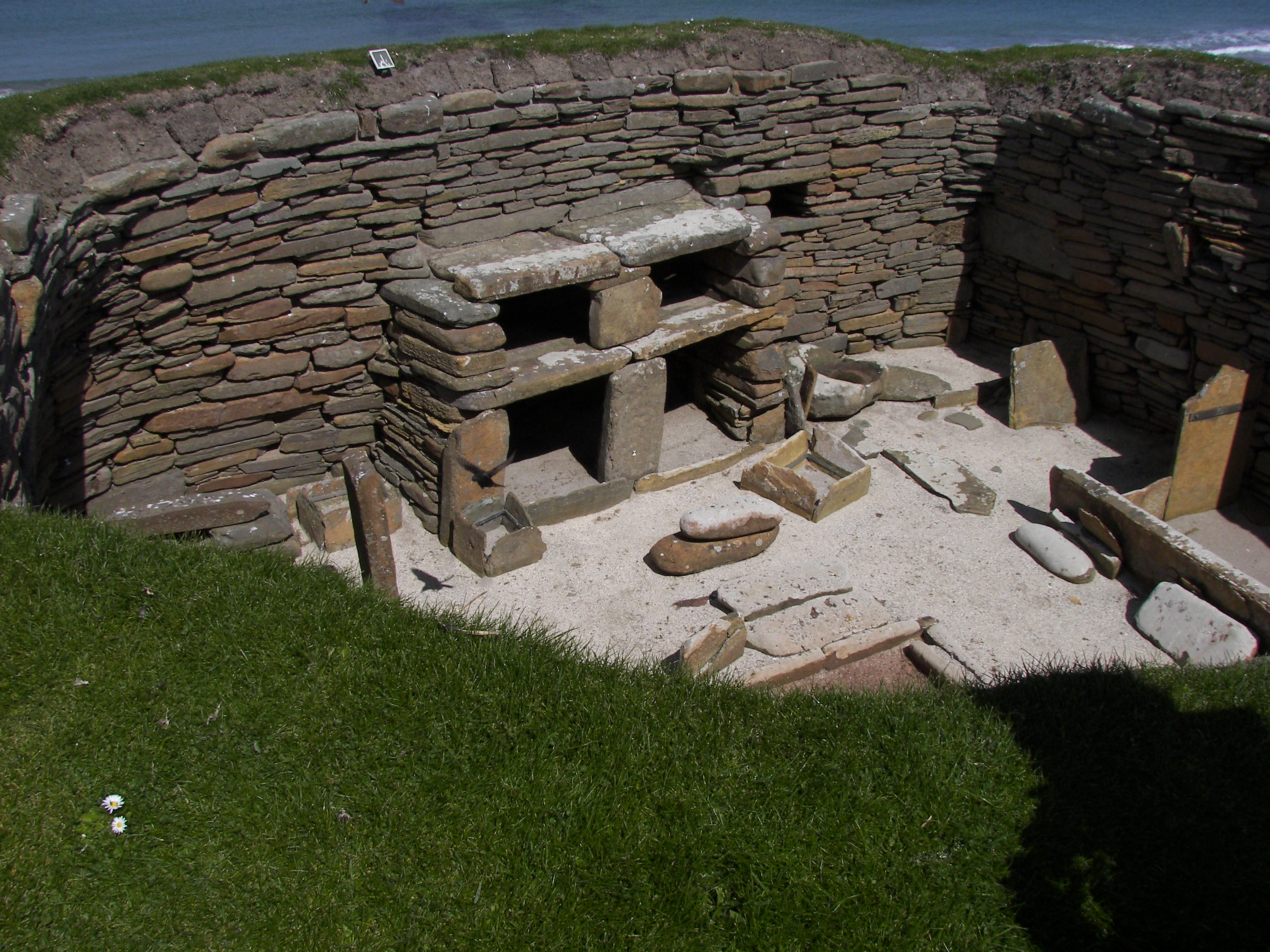
Skara Brae, un village néolithique des Orcades, en Écosse, avec des meubles de maison, y compris des toilettes à chasse d'eau 3180 - 2500 av. J.-C

Au Néolithique, l'homme a creusé les premiers puits d'eau permanents, d'où les récipients pouvaient être remplis et transportés à la main. Puits creusés vers 6500 avant Jésus-Christ ont été trouvés dans la vallée de Jezreel. La taille des établissements humains dépendait largement de l'eau disponible à proximité.
Un système primitif intérieur, bordé d'écorce d'arbre, à deux canaux, en pierre, frais et d'eaux usées, semble avoir figuré dans les maisons de Skara Brae et le Barnhouse Settlement, d'environ 3000 avant notre ère, ainsi qu'une enclave semblable à une cellule dans un certain nombre de maisons, de Skara Brae, dont il a été suggéré qu'elles pouvaient avoir fonctionné comme les premières latrines intérieures,,,,. 

### Activités de réutilisation des eaux usées
La réutilisation des eaux usées est une pratique ancienne, appliquée depuis l'aube de l'histoire humaine et liée au développement de l'assainissement. La réutilisation des eaux usées municipales non traitées est pratiquée depuis de nombreux siècles dans le but de détourner les déchets humains en dehors des agglomérations urbaines. De même, l'épandage des eaux usées domestiques est une pratique ancienne et courante, qui a traversé différents stades de développement.
Les eaux usées domestiques étaient utilisées pour l'irrigation par les civilisations préhistoriques (ex. Mésopotamien, vallée de l'Indus et minoen) depuis l'âge du bronze (vers 3200-1100 av. J.-C.). Par la suite, les eaux usées ont été utilisées à des fins d'élimination, d'irrigation et de fertilisation par les civilisations helléniques et plus tard par les Romains dans les zones entourant les villes (par exemple Athènes et Rome),,.

## Bronze et début de l'âge du fer

### Amériques antiques
Dans l'ancien Pérou, le peuple de Nazca utilisait un système de puits interconnectés et un cours d'eau souterrain connu sous le nom de puquios.

### Proche-Orient ancien

#### Mésopotamie
Les Mésopotamiens ont présenté au monde des tuyaux d'égout en argile vers 4000 avant notre ère, avec les premiers exemples trouvés dans le temple de Bel à Nippour et à Eshnunna, utilisés pour éliminer les eaux usées des sites et capter l'eau de pluie dans des puits. La ville d'Uruk présente également les premiers exemples de latrines construites en briques, à partir de 3200 avant notre ère,. Des pipes d'argile ont été plus tard employées dans la ville hittite de Hattusa. Ils avaient des segments facilement détachables et remplaçables et permettaient le nettoyage.

#### Perse antique
Les premiers systèmes d'assainissement dans l'Iran préhistorique ont été construits près de la ville de Zabol. Les qanats persans et les ab anbars ont été utilisés pour l'approvisionnement en eau et le refroidissement.

#### Égypte ancienne
Le c. 2400 avant notre ère, la pyramide de Sahure et le complexe de temples attenant à Abusir ont été découverts comme ayant un réseau de tuyaux de drainage en cuivre.

### Asie de l'Est antique

#### La Chine ancienne

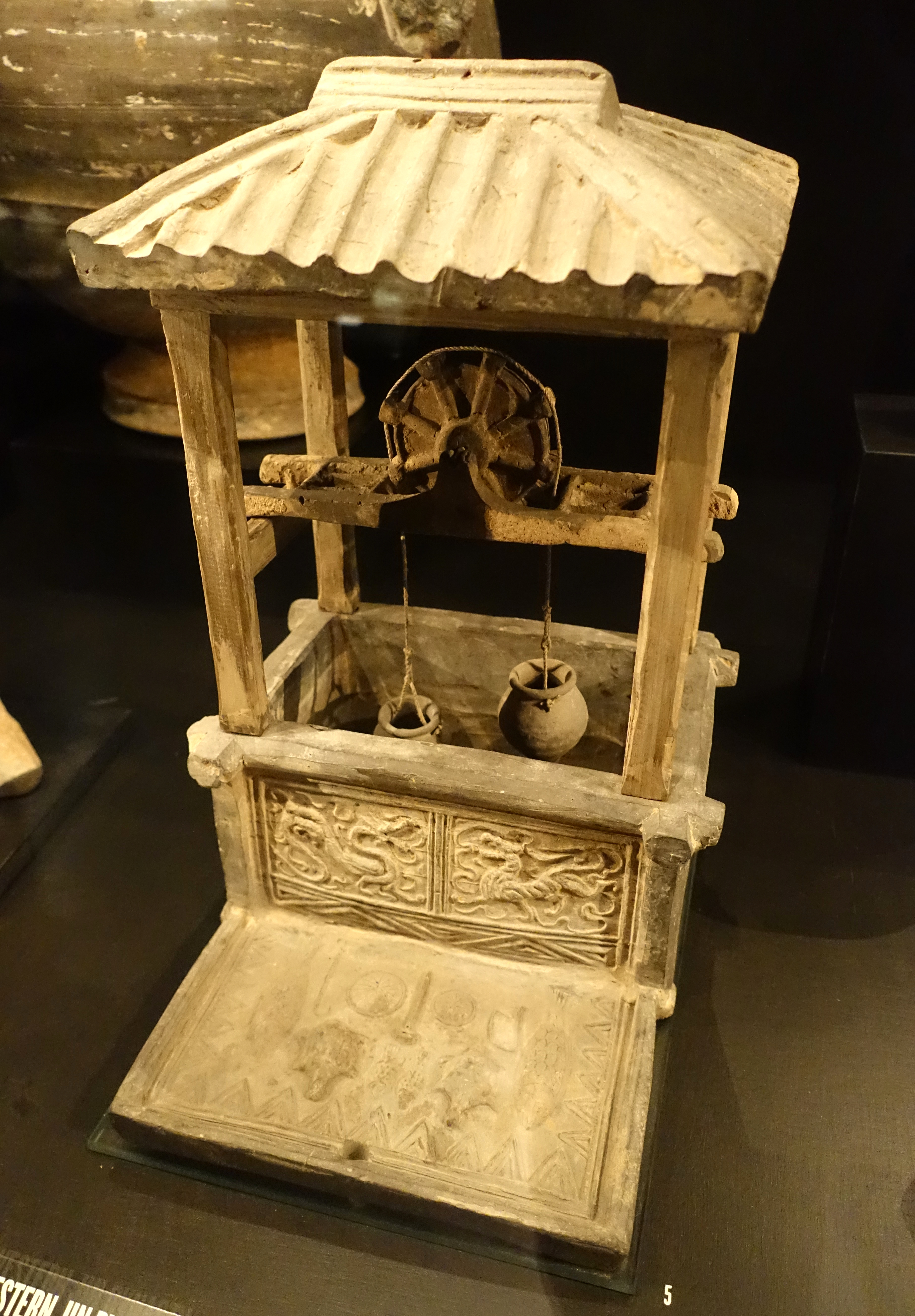
Un modèle en céramique chinoise d'un puits avec un système de poulie à eau, extrait d'une tombe de la période de la dynastie Han (202 av. J.-C. - 220 apr. J.-C.).

Certaines des premières preuves de puits d'eau se trouvent en Chine. Les Chinois du Néolithique ont découvert et utilisé largement les eaux souterraines profondes forées pour la consommation. Le texte chinois The Book of Changes, à l'origine un texte de divination de la dynastie Zhou occidentale (1046 -771 av. J.-C.), contient une entrée décrivant comment les anciens Chinois entretenaient leurs puits et protégeaient leurs sources d'eau. Des preuves archéologiques et d'anciens documents chinois révèlent que les Chinois préhistoriques et anciens avaient l'aptitude et les compétences nécessaires pour creuser des puits en eau profonde pour l'eau potable dès 6000 à 7000 ans.. Un puits excavé au site d'excavation de Hemedu a été cru pour avoir été construit pendant l'ère Néolithique. Le puits a été causé par quatre rangées de rondins avec un cadre carré attaché à eux au sommet du puits. Soixante puits de tuiles supplémentaires au sud-ouest de Pékin auraient également été construits vers 600 av. J.-C. pour boire et irriguer,. La plomberie est également connue pour avoir été utilisée en Asie de l'Est depuis les dynasties Qin et Han de Chine.

### Civilisation de la vallée de l'Indus

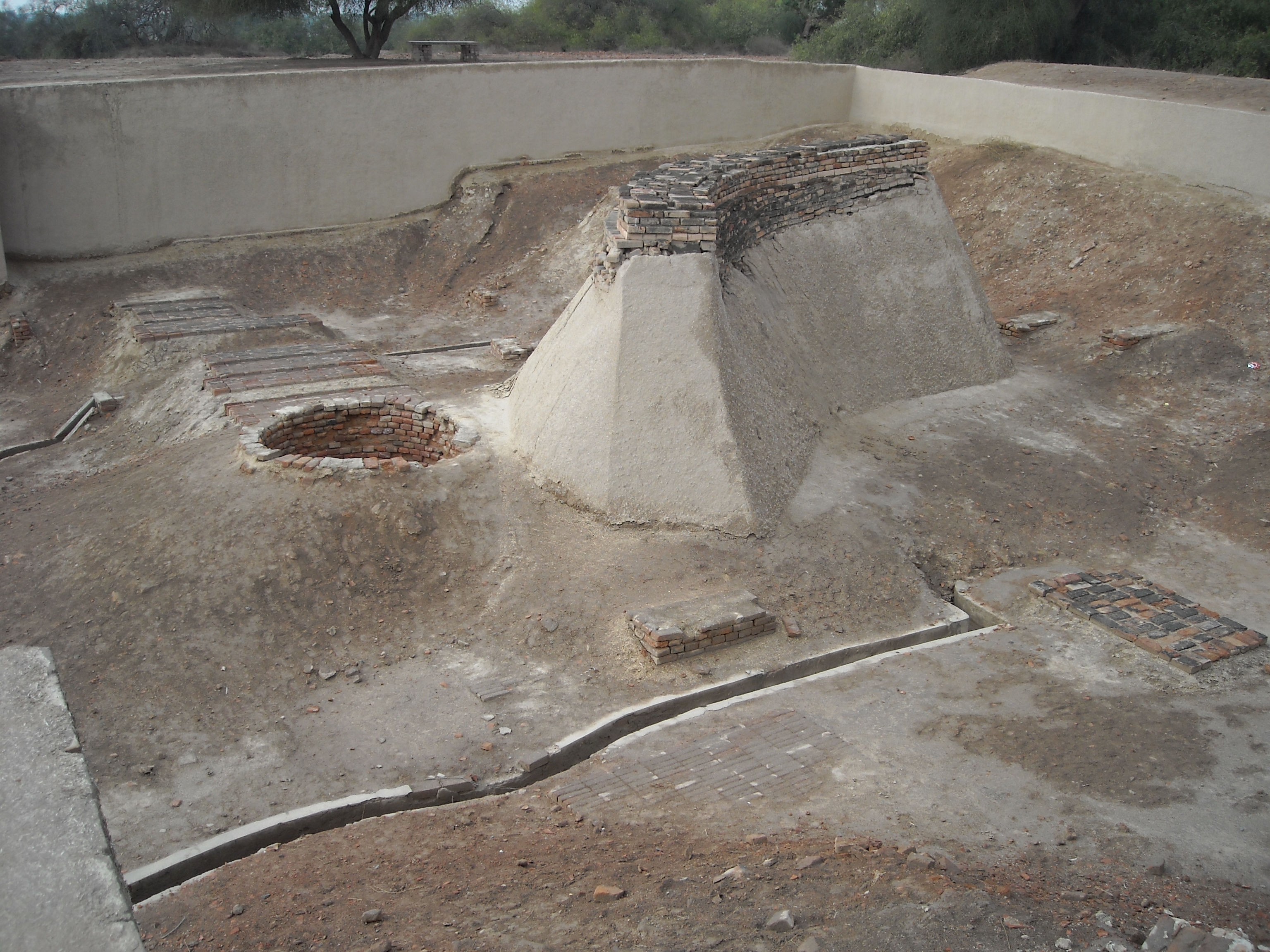
Un grand puits et des plateformes de baignade à Harappa, vestiges de la dernière phase d'occupation de la ville de 2200 à 1900 av. J.-C.

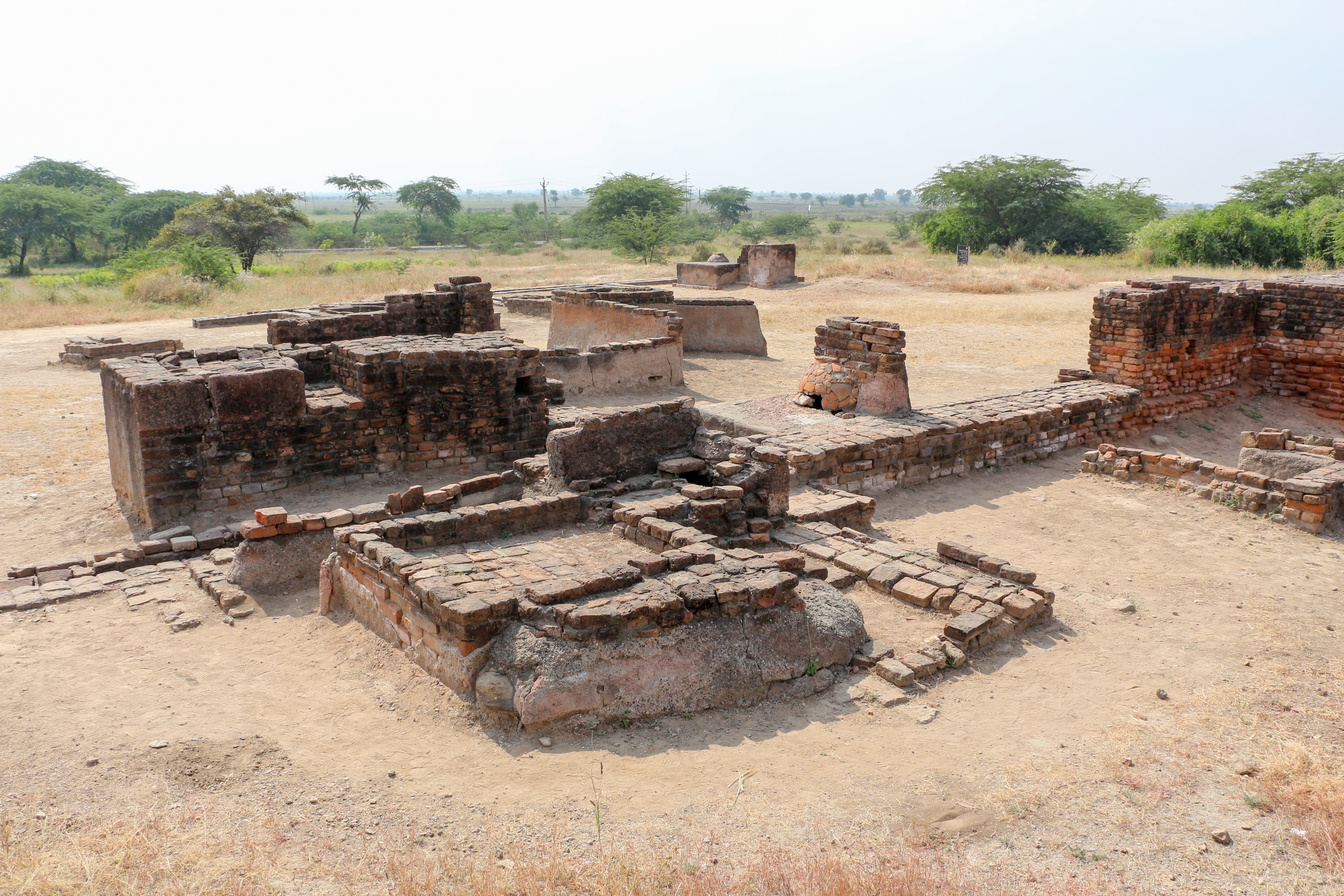
La structure salle de bain-toilette de la maison du souverain, sur l'acropole de Lothal ! Vers 2350 avant notre ère.

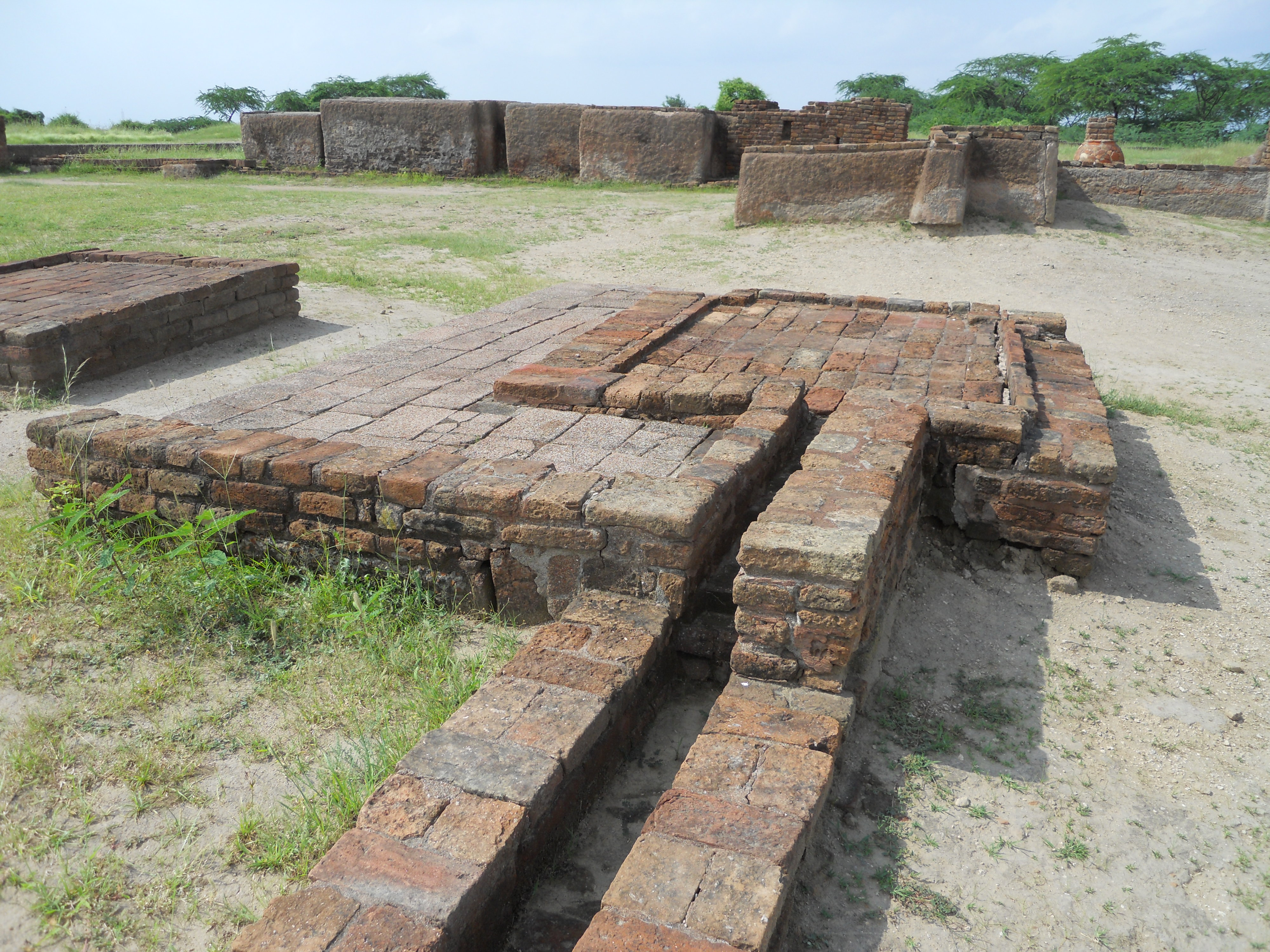
Plateforme de baignade et drain communal, l'acropole de Lothal ! vers 2350 avant notre ère.

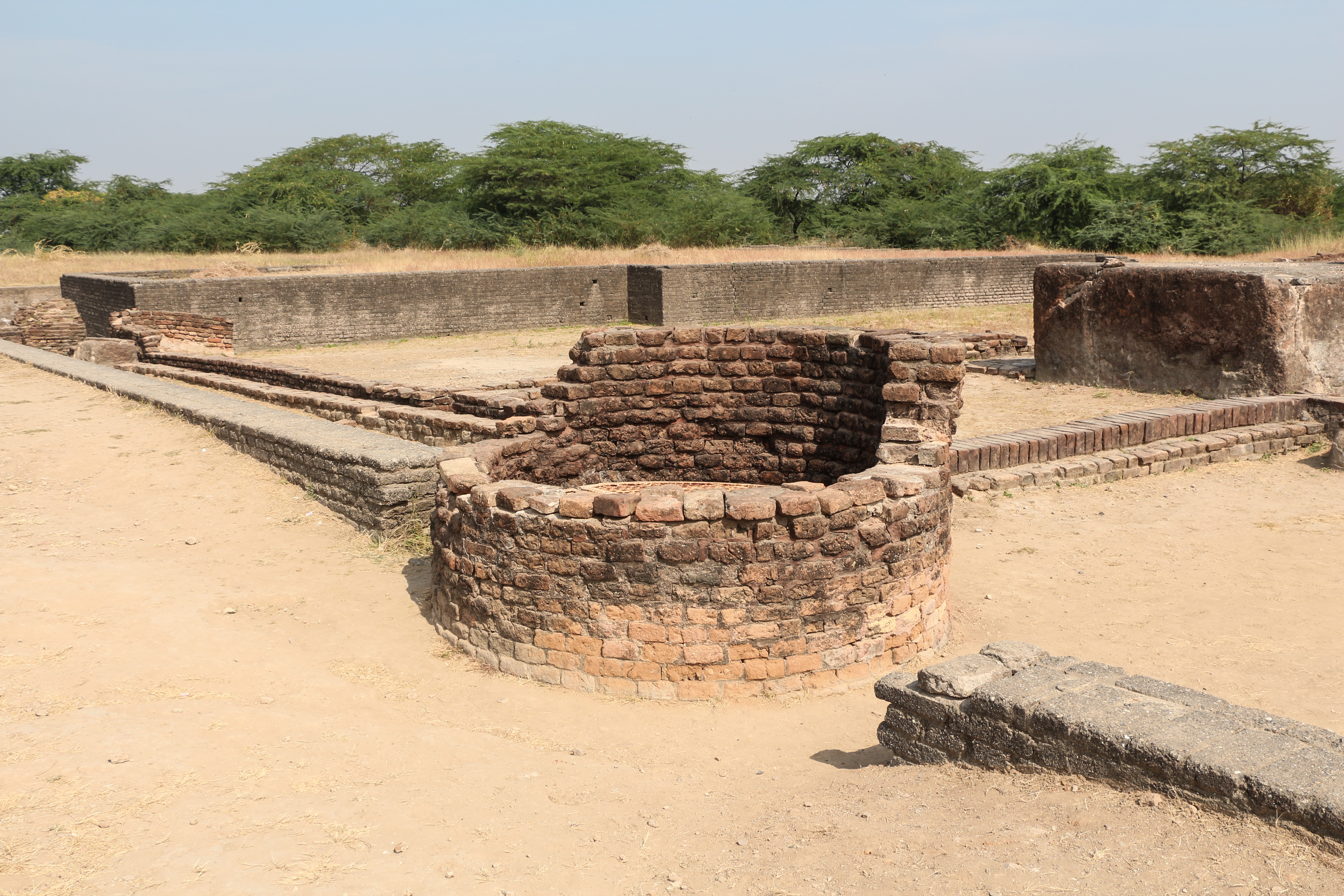
Eh bien, et égouttez, l'acropole de Lothal ! vers 2350 avant notre ère.

La civilisation de la vallée de l'Indus en Asie montre les premières preuves de l'approvisionnement public en eau et de l'assainissement. Le système développé et géré par Indus comprenait un certain nombre de fonctionnalités avancées. Un exemple exceptionnel est la ville de Lothal dans l'Indus (vers 2350-1810 avant notre ère). À Lothal, la maison du souverain avait sa propre plate-forme de bain et ses latrines privées, qui étaient reliées à un drain de rue à ciel ouvert qui se déversait dans le quai de la ville. Un certain nombre d'autres maisons de l'acropole avaient des plates-formes de bain en brique brunie, qui se drainaient dans un égout en brique couvert, maintenu avec un mortier à base de gypse, qui se dirigeait vers une fosse de trempage à l'extérieur des murs de la ville, tandis que la ville basse offrait des bocaux de trempage. (grandes urnes enterrées, avec un trou au fond pour permettre l'évacuation des liquides), ces dernières étant régulièrement vidées et nettoyées. L'eau était fournie par deux puits de la ville, l'un dans l'acropole et l'autre en bordure du quai.
Les zones urbaines de la civilisation de la vallée de l'Indus comprenaient des bains publics et privés. Les eaux usées ont été éliminées par des drains souterrains construits avec des briques posées avec précision et un système sophistiqué de gestion de l'eau avec de nombreux réservoirs a été établi. Dans les systèmes de drainage, les drains des maisons étaient reliés à des drains publics plus larges. De nombreux bâtiments de Mohenjo-daro avaient deux étages ou plus. L'eau du toit et des salles de bains des étages supérieurs était acheminée par des tuyaux en terre cuite fermés ou des goulottes ouvertes qui se vidaient dans les égouts de la rue.
Les premières preuves d'assainissement urbain ont été observées à Harappa, Mohenjo-daro, et le Rakhigarhi récemment découvert de la civilisation de la vallée de l'Indus. Ce plan d'urbanisme comprenait les premiers systèmes d'assainissement urbain au monde. Dans la ville, des maisons individuelles ou des groupes de maisons s'approvisionnaient en eau à partir de puits. D'une pièce qui semble avoir été réservée pour la baignade, les eaux usées étaient dirigées vers des drains couverts, qui bordaient les rues principales.
Des dispositifs tels que des chadoufs ont été utilisés pour soulever l'eau au niveau du sol. Les ruines de la civilisation de la vallée de l'Indus comme Mohenjo-daro au Pakistan et Dholavira au Gujarat en Inde avaient des colonies avec certains des systèmes d'égouts les plus sophistiqués du monde antique. Ils comprenaient des canaux de drainage, la collecte des eaux de pluie et des conduits de rue.
Les puits à degrés ont été principalement utilisés dans le sous-continent indien.